# تشين غو
تشين غو (بالصينية: 吳琪雁؛ بالإنجليزية: Cheyenne Goh) هي متزلجة على مسار قصير سنغافورية، ولدت في 2 مارس 1999 في سنغافورة.

## وصلات خارجية
- تشين غو على موقع ShortTrackOnLine.info (الإنجليزية)
- تشين غو على موقع اللجنة الأولمبية الدولية (الإنجليزية)
- تشين غو على موقع أوليمبيديا (الإنجليزية)